# Martin Marquez
Martin Joseph Marquez (Coventry, 8 oktober 1964) is een Brits acteur.

## Biografie
Marquez werd geboren in Coventry bij een Spaanse vader en een Engelse moeder. Voordat hij zijn carrière begon als acteur was hij actief als barkeeper en persoonlijke trainer.
Marquez begon in 1992 met acteren in de televisieserie Desmond's, waarna hij nog meerdere rollen speelde in televisieseries en films. Hij is vooral bekend van zijn rol als Danny Pearce in de televisieserie The Bill waar hij in 80 afleveringen speelde (1991-1996), en van zijn rol als Gino Primirola in de televisieserie Hotel Babylon waar hij in 32 afleveringen speelde (2006-2009).

## Filmografie

### Films
Uitgezonderd korte films.
- 2020 7 Hours on Earth – als mr. Merriweather
- 2019 After Louise – als Ken
- 2018 The Mercy – als Franchessi
- 2015 A Louder Silence – als Martin
- 2013 Girl on a Bicycle – als Clive
- 2012 Les Misérables – als danser 'Master of the House'
- 2011 Holy Flying Circus – als Richard Klein
- 2006 Stan – als Hal Roach
- 2005 The Business – als Pepe
- 2001 Down – als politieagent
- 2000 Dirty Tricks – als Garcia
- 1999 Plastic Man – als Steve Persey

### Televisieseries
Uitgezonderd eenmalige gastrollen.
- 2017 Modus – als Hunter Russell – 4 afl.
- 2013-2015 The Job Lot – als Paul Franks – 18 afl.
- 2006-2009 Hotel Babylon – als Gino Primirola – 32 afl.
- 2007 Waking the Dead – als Harris Wall – 2 afl.
- 2005 Elizabeth I – als Don Bernadino de Mendoza – 2 afl.
- 2005 Empire – als generaal Crito – 3 afl.
- 2002 EastEnders – als Neil – 4 afl.
- 2001 Bedtime – als Sam – 2 afl.
- 1991-1996 The Bill – als Danny Pearce – 80 afl.